# Delmas (Haïti)
Delmas (Haïtiaans-Creools: Dèlma) is een stad en gemeente van het arrondissement Port-au-Prince in het Haïtiaanse departement Ouest. Het is de derde stad van het land en behoort tot de hoofdstedelijke agglomeratie (Aire Métropolitaine). Delmas heeft 395.000 inwoners.

## Indeling
De gemeente bestaat uit slechts één section communale:
| Nr. | Naam      | Km²   | Inw.2015 |
| --- | --------- | ----- | -------- |
| 1   | St Martin | 27,74 | 395.260  |